# Lobelia luruniensis
Lobelia luruniensis är en klockväxtart som beskrevs av Franz Elfried Wimmer. Lobelia luruniensis ingår i släktet lobelior, och familjen klockväxter.
Artens utbredningsområde är Bolivia. Inga underarter finns listade i Catalogue of Life.